# Breaker (album)
Breaker je třetí studiové album západo-německé speed metalové skupiny Accept, vydané v březnu roku 1981. Nejznámější skladby z tohoto alba jsou úvodní „Breaker“ a osmá „Midnight Highway“.

## Seznam skladeb
| Pořadí | Název                 | Délka |
| ------ | --------------------- | ----- |
| 1.     | Starlight             | 3:52  |
| 2.     | Breaker               | 3:35  |
| 3.     | Run If You Can        | 4:49  |
| 4.     | Can’t Stand the Night | 5:23  |
| 5.     | Son of a Bitch        | 3:52  |
| 6.     | Burning               | 5:14  |
| 7.     | Feelings              | 4:48  |
| 8.     | Midnight Highway      | 3:58  |
| 9.     | Breaking Up Again     | 4:37  |
| 10.    | Down and Out          | 3:44  |

## Sestava
- Udo Dirkschneider – zpěv
- Wolf Hoffmann – kytara
- Jörg Fischer – kytara
- Peter Baltes – baskytara, zpěv
- Stefan Kaufmann – bicí